# Isca Dumnoniorum
Isca Dumnoniorum ist der antike Name von Exeter (Devon) in Britannien. Es war der Hauptort des keltischen Stammes der Dumnonier.
Der Ort scheint in vorrömischer Zeit noch keine Bedeutung gehabt zu haben. Die Römer errichteten hier nach der Eroberung der Provinz vielleicht zunächst ein kleines Militärlager, obwohl dies umstritten ist. Um 55 n. Chr. wurde an dem Ort der späteren Stadt das Lager der Legio II Augusta eingerichtet. Dieses Lager wurde jedoch kurz vor 80 n. Chr. wieder aufgegeben und der Ort zur civitas der Dumnonier erhoben.
Die Stadt erhielt nun die üblichen Gebäude, wie ein Forum, eine Basilika und ein Bad, andere öffentliche Bauten konnten bisher nicht lokalisiert werden. Isca Dumnoniorum erhielt auch einen Stadtplan mit sich rechtwinkelig kreuzenden Straßen. Von Norden versorgte ein Aquädukt die Stadt mit Wasser. In der zweiten Hälfte des zweiten Jahrhunderts erhielt der Ort schließlich Stadtmauern, die ein Gebiet umschlossen, das etwa doppelt so groß wie das Legionslager war.
Wenig ist von der Wohnbebauung bekannt. Im ersten und zweiten Jahrhundert waren die meisten Häuser wohl aus Holz, erst im dritten Jahrhundert wurden sie vermehrt durch solche aus Stein ersetzt. Nur aus dem vierten Jahrhundert gibt es auch anspruchsvollere Bauten mit Mosaiken.
Die Stadt scheint auch noch im fünften Jahrhundert und in der nachfolgenden Zeit bestanden zu haben. Vor allem Waliser und irische Kelten kamen in diese Gegend, bis die Stadt wohl am Ende des siebenten Jahrhunderts von den Sachsen eingenommen wurde.